# ناجی (ترانه ایگی آزیلیا)
«ناجی» (به انگلیسی: Savior) یک ترانه توسط رپر استرالیایی ایگی آزیلیا به‌همراه رپر آمریکایی کویوو می‌باشد که در ۲ فوریهٔ سال ۲۰۱۸ از سوی آیلند رکوردز منتشر گردید.